# Tanakia lanceolata
Tanakia lanceolata és una espècie de peix cipriniforme de la família dels ciprínids que es troba al Japó i Corea.